# Nel Benschop
Nelly Anna Benschop (Den Haag, 16 januari 1918 – Arnhem, 31 januari 2005) was een Nederlands dichteres. Ze was tijdens haar leven de bestverkochte dichter van Nederland.

## Biografie
Benschop werd geboren in Den Haag als dochter van een boomkweker. Ze groeide op in een streng gereformeerd gezin. Benschop volgde de mulo en deed daarna de kweekschool. In 1937 behaalde ze haar akte. Ze nam les in declameren bij Lily van Haghe. Tijdens de Tweede Wereldoorlog haalde ze nog aktes voor Engels en Frans. Na de oorlog verliet ze het ouderlijk huis en werd ze lerares op een kostschool voor meisjes in Driebergen. Daarna werkte ze als lerares Nederlands en Frans aan een mulo in Arnhem en als lerares Nederlands aan het Christelijk Lyceum in Veenendaal. In 1981 ging ze met pensioen.
Benschop begon in 1948 met dichten. Intussen declameerde ze gedichten van anderen, met soms een van haar eigen gedichten er tussendoor. Ze debuteerde in 1967 bij uitgeverij Kok uit Kampen met de bundel Gouddraad uit vlas. De uitgeverij had de uitgave bijna niet aangedurfd, maar de bundel werd goed verkocht en zestig keer herdrukt. Van al haar dichtbundels werden in totaal drie miljoen exemplaren verkocht. Benschop schreef ook spreuken. Veel van haar werk wordt aangehaald in overlijdensadvertenties, vooral het gedicht "In memoriam voor een vriend".
Haar werk is zeer christelijk en werd mede om die reden door de literaire kritiek niet erg serieus genomen. Haar werk is meer pastoraal dan literair. Zelf zei ze, met enige zelfspot: "Ik schrijf meditaties op rijm". Vaste thema's in haar werk zijn lijden, dood en christelijke troost.
Benschop overleed op 87-jarige leeftijd te Arnhem. Zes jaar na haar dood verscheen in juni 2011 de postume dichtbundel Echte liefde kan niet sterven, waarin geheime liefdesgedichten zijn opgenomen die zij schreef tijdens de Tweede Wereldoorlog, vóór haar debuut in 1967.

## Bibliografie

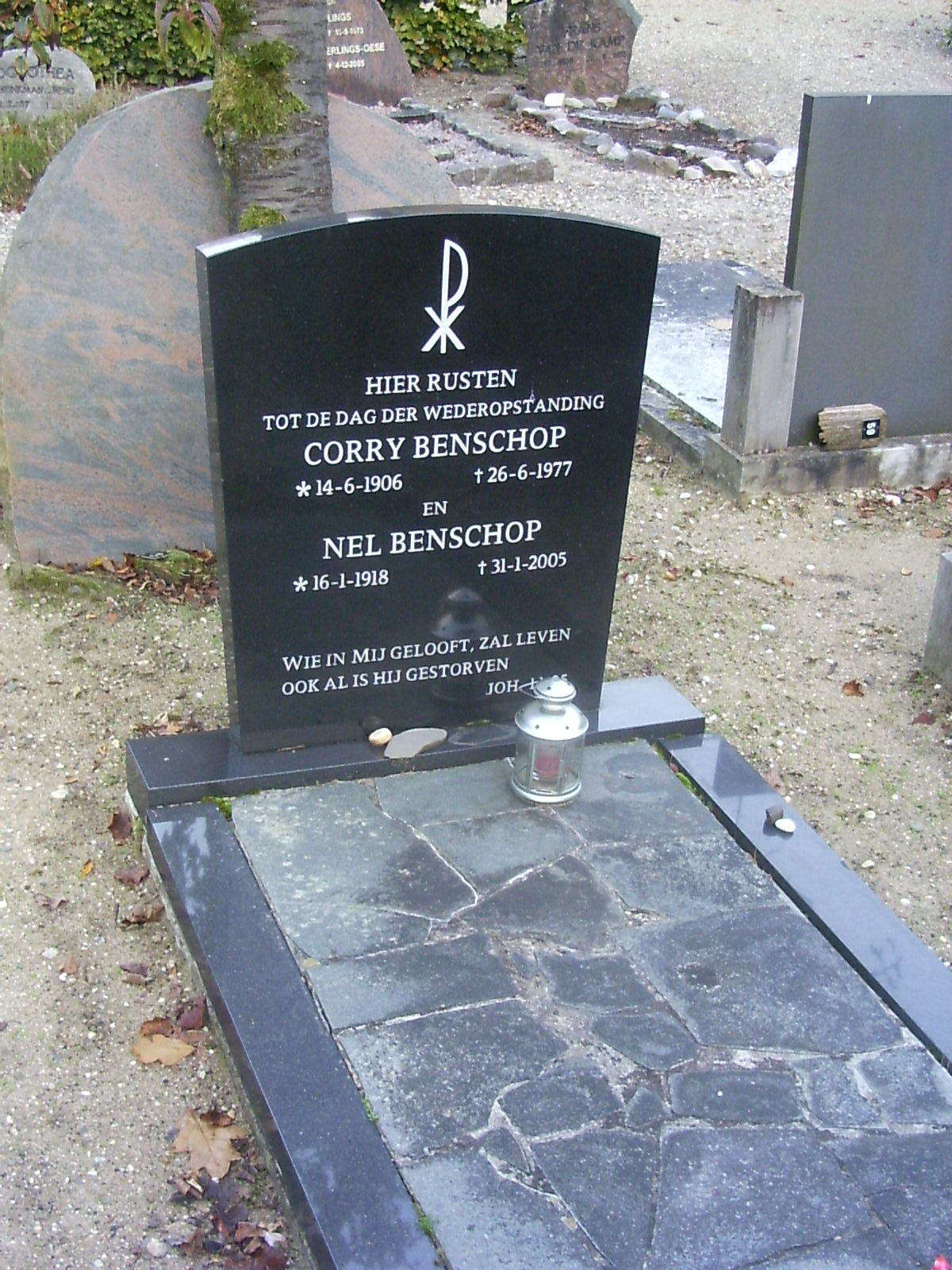
Nel Benschops graf, Schaarsbergen